# Ba (ort)
Ba är en ort i Fiji. Den ligger 37 kilometer från Lautoka och 62 kilometer från Nadi, i Viti Levus inland. Orten täcker en yta om 327 kvadratkilometer och hade vid 1996 års folkräkning 14 596 invånare. Orten är byggd längs floden Bas stränder, och den är döpt efter floden.
Ba är ett jordbrukscentrum, och bebos främst av indofijianer, och är ett kulturellt turistmål. Ortens ekonomi baseras främst på sockerrörframställningen, men under de senaste femton åren har några tillverkningsprojekt startats. Ba är en del av provinsen Ba, vilken befolkningsmässigt är den största av Fijis fjorton provinser.
Ba utsågs till ort år 1939, och regeras av ett 15 man stort stadsråd, vars medlemmar väljer en borgmästare.
Landmärken i orten är sockerbruket i utkanten av orten, samt en stor moské nära floden i mitten av staden.